# 下蒙托罗
下蒙托罗（義大利語：Montoro Inferiore），是意大利阿韦利诺省已合并的市镇。总面积19平方公里，人口10416人，人口密度548.2人/平方公里（2009年）。ISTAT代码为064061。
经过公投后，2013年12月3日下蒙托罗和上蒙托罗合并为新的蒙托罗市镇。